# Hošťanka
Hošťanka är ett berg i Tjeckien.   Det ligger i regionen Vysočina, i den centrala delen av landet, 150 km sydost om huvudstaden Prag. Toppen på Hošťanka är 573 meter över havet.
Terrängen runt Hošťanka är huvudsakligen platt. Hošťanka ligger uppe på en höjd som går i öst-västlig riktning.Runt Hošťanka är det ganska tätbefolkat, med 56 invånare per kvadratkilometer. Närmaste större samhälle är Třebíč, 5,5 km norr om Hošťanka. Trakten runt Hošťanka består till största delen av jordbruksmark.